# 客户端至客户端协议
客户端至客户端协议（英語： Client-to-client protocol，简称CTCP）是互联网中继聊天（IRC）客户端之间的一种特殊类型的通信。
CTCP是现今使用的大多数IRC客户端支持的一种常见协议。CTCP扩展了原始的IRC协议，允许用户查询其他客户端或频道（使频道中所有客户端都回复CTCP特殊信息）。此外，CTCP可以用来编码信息，发送原始IRC协议的链路不允许发送的信息，例如包含換行或字节值为0（NULL）的信息。CTCP不在客户端之间建立直接连接，但它通常用于协商DCC连接。
CTCP允许用户查询远程客户端正在使用的客户端版本（通过CTCP VERSION）或时间（CTCP TIME）等信息。它还实现了/me命令（通过CTCP ACTION）。

## 历史
ircII是第一个实现了CTCP和DCC协议的IRC客户端。Michael Sandrof在1990年将CTCP协议在ircII 2.1版中实现，Troy Rollo在1991年将DCC协议在2.1.2版本中实现。

## 结构
CTCP采用一条PRIVMSG与NOTICE消息实现，消息中的第一个和最后一个字符是ASCII值0x01。此外，IRC协议中不允许的字符将被转义。由于NOTICE按标准应产生一条回复，CTCP消息采用PRIVMSG发送，而回复采用NOTICE而非PRIVMSG实现。
CTCP查询在大多数客户端上按下列方式初始化：
```
CTCP <target> <command> <arguments>
```

其中<target>是目标的昵称或频道名称，<command> 是CTCP命令（例如VERSION），<arguments> 是发送给<target>的额外信息。

## 常用CTCP命令
请注意，下列CTCP命令和回复因客户端而不同，但大多数主要的IRC客户端支持它们。因您的IRC客户端不同，传入特定CTCP命令后，您可能会收到或不会收到自动的回复或响应，并且这些自动响应可能因客户端不同而有差异。

### VERSION
CTCP VERSION请求将返回目标正在使用的IRC客户端的名称和版本，某些情况下还提供一些技术信息，诸如操作系统、时钟频率、CPU制造商和CPU架构/指令集。
下面是将一个CTCP VERSION请求发送到运行有HexChat客户端（XChat的一个复刻）的回复：
```
VERSION HexChat 2.9.1 [x86] / Windows 8 [1.46GHz]
```

### TIME
CTCP TIME请求将返回目标计算机的本地时间。决于IRC客户端，回复可能是包含日期、时间（12小时格式或24小时格式），年（例如2019）以及某种时区（例如AEST）。
下面是将一个CTCP TIME发送到使用ChatZilla客户端后的回复：
```
TIME Fri 23 Nov 2019 19:26:42 AEST
```

### PING
CTCP PING请求将测量现有两个客户端之间的直接ping速率（不算服务器）。CTCP PING命令采用的方式是，发送一个整数参数（一个時間戳）到目标客户端，然后目标客户端提供完全相同的数字参数来响应。之后计算原始时间戳与当前时间戳的差异，将结果显示给发起CTCP PING的用户。在过程中通常使用毫秒级的时间戳，因为大多数用户使用的寬頻互联网连接通常只有1秒以下的ping延迟。
一个CTCP PING请求的示例，从XChat客户端发送给目标<nickname>：
```
CTCP PING 23152511
```

在之后，根据所获样本差异产生的结果：
```
Ping reply from <nickname>: 0.53 second(s)
```

### DCC
- 参见直接的客户端至客户端（英语：Direct Client-to-Client）。